# Sudetendeutsches Archiv München
Das Sudetendeutsche Archiv dient der Bewahrung und Erforschung der Kultur und Geschichte der Sudetendeutschen und befindet sich als Depositum in der Abteilung V (Nachlässe und Sammlungen) des Bayerischen Hauptstaatsarchives. Ehemals hatte es seinen Sitz im Sudetendeutschen Haus in München. Es wurde 1955 mit Unterstützung der westdeutschen Regierung und des Freistaats Bayern gegründet. Träger des Archivs ist der eingetragene Verein Sudetendeutsches Institut e. V. als Rechtsnachfolger des Sudetendeutschen Archivs e. V.

## Bestände
Historisch bedingt stammt der überwiegende Teil des Archivs aus den Jahren nach dem Zweiten Weltkrieg, der die Vertreibung eines Großteils der deutschsprachigen Bevölkerung aus Böhmen, Mähren und Tschechisch-Schlesien zur Folge hatte. Die Bestände sind gegliedert in die drei Gruppen Nachlässe, Sammlungen und Verbandsschriftgut und wächst durch Neuzugänge stetig an.
Im Schriftgutarchiv werden unter anderem die Akten verschiedener sudetendeutscher Organisationen (z. B. Sudetendeutsche Landsmannschaft, Sudetendeutscher Rat, Hauptausschuss für Flüchtlinge und Ausgewiesene in Bayern, Künstlergilde Esslingen e. V.) sowie Nachlässe und Aufzeichnungen sudetendeutscher Persönlichkeiten (u. a. Rudolf Lodgman von Auen, Wenzel Jaksch, Walter Becher, Hans Tropsch, Hans Watzlik, Robert Lindenbaum, Herbert Cysarz) aufbewahrt.
Im Bildarchiv lagern etwa 80.000 Papierabzüge, Ansichtskarten, Diapositive, Glasplatten, Negative und eine Sammlung historischer Druckgrafiken.
Die museale Sammlung ist eine im Aufbau begriffene Abteilung, die den Grundstock für das geplante Sudetendeutsche Museum bilden soll.